# 庫季 (別列扎內區)
49°22′55″N 24°52′5″E / 49.38194°N 24.86806°E
庫蒂（烏克蘭語：Кути）是位於烏克蘭西南部的村莊，由泰爾諾皮爾州泰爾諾皮爾區的薩蘭丘基市鎮負責管轄。該村始建於1928年，面積9.9平方公里，2014年人口127，人口密度每平方公里173.7人。